# Damien Mitton
Damien Mitton (* 1618; † 6. Februar 1690) war ein französischer Moralist.

## Leben und Werk
Damien Mitton war der Sohn eines Pariser Chirurgen. Er bekleidete ein hohes und gut bezahltes Staatsamt. Er gehörte zum Kreis der Libertins um Denis Sanguin de Saint-Pavin (1595–1670) und Jacques Vallée Des Barreaux (1599–1673) und war ein Freund von Antoine Gombaud Chevalier de Méré. Wie dieser bemühte er sich um eine Definition des Honnête homme (Ehrenmann, Gentleman), publizierte sie aber nicht in einer eigenen Veröffentlichung (weshalb er in den französischen Bibliothekskatalogen fehlt), sondern 1680 auf den ersten 44 Seiten des 6. Bandes der Oeuvres mêlées von Charles de Saint-Évremond (wieder aufgenommen in Saint-ÉvremondsŒuvres en prose. Hrsg. René Ternois. 4 Bde. Didier, Paris 1962–1969). Mangels Namensnennung an dieser Stelle sind wir für die Zuschreibung auf einen Brief von Gombaud an Mitton angewiesen. Die Überschriften seiner Texte lauten: Pensées sur l’honnêteté. Description de l’honnête homme. Avis et pensées sur divers sujets. Blaise Pascal tauschte sich mit Mitton aus.